# Medelia
Medelia es un proyecto musical formado por Pablo Medel (Madrid, 1978) y Elia Maqueda (Badajoz, 1984). 

## Biografía
El proyecto nace a finales de 2009, con la grabación de su EP, "Light Breaks Where No Sun Shines".
En abril de 2010, Medelia queda semifinalista (3º puesto del jurado y 5º del público) del Proyecto Demo de Radio 3. 
Durante la primera quincena de junio de 2010, tres de sus canciones son seleccionadas por la cadena Cuatro (canal de televisión) para las tres últimas promociones televisivas de la sexta temporada de la serie House M. D..
En octubre de 2010, Medelia (a dúo) abren el concierto del cineasta Tim Robbins en la Sala Caracol (Madrid).
En febrero de 2011, las canciones de Medelia suenan en La 1, en el programa Españoles en el mundo, centrado en Chile. 
En agosto de 2011, participaron en el festival Sonorama, en Aranda de Duero, Burgos. Tocaron el último día (14 de agosto) en el escenario Bodegas (Plaza del Trigo).
En julio de 2011 graban su primer LP, "Non-Places", que están presentando en línea desde diciembre de 2011, a razón de una canción y un diseño por semana.

## Discografía
Light Breaks Where No Sun Shines (2010), título que hace referencia a un verso del poeta inglés Dylan Thomas, es el primer EP autoproducido de Medelia. Se compone de cinco canciones que se mueven entre el folk clásico y el pop, producidas por José Luis Luna en Habitación 126 y en Ritmo y Compás. Está publicado en Internet, en la Netlabel La Trastienda, en 2010, bajo licencia Creative Commons.
Non-Places (2011-2012), título que hace referencia el concepto acuñado por el antropólogo francés Marc Augé, es el primer LP grabado en el verano de 2011 en los estudios Neo Music Box, en Aranda de Duero, Burgos y masterizado en otoño de 2011 en Ventura (California). Se compone de doce pistas, divididas en dos caras. Las canciones, acompañadas con un diseño cada una, se publican en Internet a razón de una canción por semana, del martes 20 de diciembre de 2011 hasta el martes 6 de marzo de 2012.

## Han dicho de Medelia
- "La sorpresa más agradable de la velada [concierto de Tim Robbins en Madrid]" (Fernando Neira, El País)
- "Proyecto minimalista que gustó más de lo que ellos fueron conscientes" (Carlos Moral, El Mundo)
- "Indie folk con letras intensas y atmósferas vibrantes" (Belén Kayser, El País)
- "Melodías dulces, letras existencialistas y arreglos exquisitos" (Nacho Ruiz, El Mundo)
- "Veremos si al público le gusta tanto como a nosotros" (Luis F. Mayorala, Mondosonoro)
- "Música de calidad" (Céline Gesret, La Vanguardia)
- "Atentos a su nuevo trabajo; dará de qué hablar" (Sergio Pueyo, Le Cool)
- "Somos fans de Medelia. Una de las bandas más prometedoras del nuevo pop de nuestro país" (Muzikalia)
- "Lo bueno, al final, llega a la gente" (María Martín-Consuegra, La Casa con Ruedas)
- "Pop acústico de esos bonitos bonitos" (Raruno Promotions)
- "Música indie folk con letras intensas y melodías brillantes" (Qashqai Urban Life)
- "Vertiente de corte intimista que se desgrana en temas cálidos" (jenesaispop)
- "A cada escucha sus canciones crecen, maduran y dejan un poso que te hace volver a ellas una vez y otra vez" (El giradiscos)